# スザンナ・ドリアーノ
スザンナ・ドリアーノ（英語: Susanna Driano、1957年5月28日
 -）は、イタリア出身のフィギュアスケート選手（女子シングル）。1978年世界フィギュアスケート選手権3位、1976年インスブルックオリンピック、1980年レークプラシッドオリンピックイタリア代表。

## 経歴
- イタリア選手権6回優勝
- 1976年インスブルックオリンピック7位
- 1976年、1980年欧州選手権3位
- 1978年世界選手権3位
- 1980年レークプラシッドオリンピック8位

## 主な戦績
| 大会/年        | 1974-75 | 1975-76 | 1976-77 | 1977-78 | 1978-79 | 1979-80 |
| -------------- | ------- | ------- | ------- | ------- | ------- | ------- |
| オリンピック   |         | 7       |         |         |         | 8       |
| 世界選手権     | 9       | 10      | 6       | 3       | 8       | 棄権    |
| 欧州選手権     | 6       | 5       | 3       | 5       | 8       | 3       |
| イタリア選手権 | 1       | 1       | 1       | 1       | 1       | 1       |